# Julius Hoflehner
Julius Hoflehner (* 20. Oktober 1988 in Kirchdorf) ist ein ehemaliger österreichischer Handballspieler.

## Karriere
Julius Hoflehner begann mit dem Handballspielen im Jahr 1996 mit 8 Jahren beim HC Eferding, wo er jedoch nur bis zu seinem Wechsel 1998 zur SG Linz/Neue Heimat aktiv war. Julius Hoflehner war in seiner Jugend 3-mal mit dem HC Linz AG Staatsmeister einmal mit der unter 19 Mannschaft (2006) und 2-mal mit der unter 21 Mannschaft (2005 und 2009). Ab 2006 wurde der 1,84 Meter große Rückraumspieler auch in den HLA-Kader einberufen. Mit Beginn der Saison 2009/2010 wechselte Julius Hoflehner dann zum ULZ Schwaz, mit welchem er dann im Jahr 2011 auch ÖHB-Cupsieger wurde.
Mit Beginn der Saison 2013/14 wechselte Julius Hoflehner zurück zu seinem Heimatverein HC Linz AG in Linz, Oberösterreich. 2017 beendete der Linzer seine Handballkarriere.

## HLA-Bilanz
| Saison    | Verein     | Spielklasse | Tore | 7-Meter     | Feldtore |
| --------- | ---------- | ----------- | ---- | ----------- | -------- |
| 2008/09   | HC Linz AG | HLA         | 13   | 0/0         | 13       |
| 2009/10   | ULZ Schwaz | HLA         | 31   | 0/0         | 31       |
| 2010/11   | ULZ Schwaz | HLA         | 41   | 0/0         | 41       |
| 2011/12   | ULZ Schwaz | HLA         | 70   | 0/0         | 70       |
| 2012/13   | ULZ Schwaz | HLA         | 136  | 0/0         | 136      |
| 2013/14   | HC Linz AG | HLA         | 93   | 0/0         | 93       |
| 2014/15   | HC Linz AG | HLA         | 122  | 0/0         | 122      |
| 2015/16   | HC Linz AG | HLA         | 152  | 0/0         | 152      |
| 2016/17   | HC Linz AG | HLA         | 49   | 1/1         | 48       |
| 2008–2017 | gesamt     | HLA         | 707  | 1/1 ( 100%) | 706      |

## Erfolge
- 1× Österreichischer Pokalsieger (mit dem ULZ Schwaz)